# Bolsa de Valores Nacional (Guatemala)
Die Bolsa de Valores Nacional S.A. (BVN) ist die wichtigste Wertpapierbörse in Guatemala. Ihren Sitz hat die Börse in der Hauptstadt des Landes, Guatemala-Stadt. Sie wurde Ende 1987 gegründet und stellt die Infrastruktur für einen Handelsplatz im Land bereit.
Derzeit sind 17 Unternehmen an der BVN gelistet.

## Geschichte
Im Jahr 1987 trat das Gesetz über den Wertpapier- und Rohstoffmarkt durch die Vereinbarung 99-87 des Wirtschaftsministeriums von Guatemala in Kraft. Vor der Einführung dieses Gesetzes wurde die Tätigkeit der drei im Land existierenden Wertpapierbörsen ausschließlich durch das Handelsgesetzbuch geregelt, und zwar in einem sehr allgemeinen Rahmen für Handels- und Börsenaktivitäten. Mit diesem Gesetz wird auch das Wertpapier- und Rohstoffregister geschaffen, das für die Überwachung, Kontrolle und Regulierung außerbörslicher Geschäfte zuständig ist, die Aufsicht und Registrierung der Börsen koordiniert und der Öffentlichkeit alle auf den Märkten generierten Informationen zur Verfügung stellt.
Das Gesetz, das den Aktienmarkt, einschließlich der BVN, heutzutage regelt, ist das Wertpapier- und Rohstoffmarktgesetz (Dekret 34-96).

## Mitgliedschaften
Sie ist Mitglied in:
- Sustainable Stock Exchanges Initiative[2]